# Del Monte Forest
Del Monte Forest és una concentració de població designada pel cens dels Estats Units a l'estat de Califòrnia. Segons el cens del 2000 tenia 4.531 habitants.

## Demografia
Segons el cens del 2000, Del Monte Forest tenia 4.531 habitants, 2.092 habitatges, i 1.456 famílies. La densitat de població era de 218,4 habitants/km².
Dels 2.092 habitatges en un 14,9% hi vivien nens de menys de 18 anys, en un 63,7% hi vivien parelles casades, en un 4,7% dones solteres, i en un 30,4% no eren unitats familiars. En el 24,8% dels habitatges hi vivien persones soles el 16,9% de les quals corresponia a persones de 65 anys o més que vivien soles. El nombre mitjà de persones vivint en cada habitatge era de 2,17 i el nombre mitjà de persones que vivien en cada família era de 2,52.
Per edats la població es repartia de la següent manera: un 12,8% tenia menys de 18 anys, un 3,1% entre 18 i 24, un 12,6% entre 25 i 44, un 35,6% de 45 a 60 i un 35,9% 65 anys o més.
L'edat mediana era de 57 anys. Per cada 100 dones de 18 o més anys hi havia 85,4 homes.
La renda mediana per habitatge era de 99.788 $ i la renda mediana per família de 112.741 $. Els homes tenien una renda mediana de 79.431 $ mentre que les dones 44.707 $. La renda per capita de la població era de 70.609 $. Entorn de l'1,8% de les famílies i el 2,3% de la població estaven per davall del llindar de pobresa.

## Poblacions més properes
El següent diagrama mostra les poblacions més properes.